# May Lenaerts
Maria (May) Lenaerts is een Belgisch voormalig bowler.

## Levensloop
Lenaerts behoorde tot het 'team of six' (voorts samengesteld uit Jacqueline Coudère, Nora Haveneers, Pats Pauwels, Nicole Maes en Carine Adriaenssen) dat zilver won op de Europese kampioenschappen van 1977 te Helsinki.